# پلی‌موبیل
پلی‌موبیل (انگلیسی:Playmobil: The Movie) یک فیلم ماجراجویی، لایو اکشن، پویانمایی رایانه‌ای محصول فرانسه در سال ۲۰۱۹ می‌باشد و برگرفته از پلی موبیل است.

## بازیگران
- آنیا تیلور-جوی
- گابریل بیتمن

## خلاصه فیلم
این فیلم راجع‌به به دختریه که در اثر فوت پدر و مادرش با داداش کوچیکش به نام چارلی زندگی میکنه داستان از این قراره که چارلی به دوستش دنی زنگ میزنه و تصمیم به رفتن به خونه آنها میگیره در بین راه به موزه اسباب بازی بر میخوره مارلا (خواهر چارلی) دنبالش می‌رود و پیدایش می‌کند آنها دعوا می‌کنند و به‌طور ناگهانی به داخل بازی پلی موبیل کشیده می‌شوند و چارلی گم می‌شود مارلا تصمیم به پیدا کردنش می‌گیرد در راه با دل و رکس دشر آشنا می‌شود که کمکش می‌کنند داداشش را نجات دهد چارلی اسیر امپراتور ماکسیموس می‌شود و مارلا برای نجات داداشش تلاش می‌کند.

## گویندگان
- جیم گافیگان
- دنیل ردکلیف
- مگان ترینر
- آدام لمبرت
- کینن تامسون
- وندی مک‌لندن کاوی
- لینو دیسالو
- اسپایک اسپنسر[۴]